# 심석중학교
심석중학교(心石中學校)는 대한민국 경기도 남양주시 화도읍 마석우리에 있는 사립 중학교이다.

## 학교 연혁
- 1973년 3월 23일 : 학교 법인 심석학원 설립
- 1973년 3월 23일 : 초대 이사장 김용순 선생님(한성그룹 회장) 취임
- 1973년 11월 24일 : 심석실업학교 설립 인가(9학급)
- 1974년 2월 23일 : 초대 김병중 교장 취임
- 1977년 2월 25일 : 제1회 졸업식(총 140명)
- 1984년 12월 13일 : 심석중학교 설립 인가
- 1995년 6월 24일 : 중학교 신축 교사 이전
- 2011년 11월 4일 : 교사 지세움 및 다목적 강당 준공(5층)
- 2016년 10월 10일 : 제5대 김익중 이사장 취임
- 2022년 9월 1일 : 제9대 이기호 교장 취임
- 2024년 1월 5일 : 제48회 졸업식(284명, 총 9,920명)
- 2024년 3월 4일 : 제51회 입학식(291명)

## 참고 자료
- 심석중학교 - 한국교육학술정보원 학교알리미